# Diócesis de Mandeville
La diócesis de Mandeville (en latín: Dioecesis Mandevillensis y en inglés: Roman Catholic Diocese of Mandeville) es una circunscripción eclesiástica de la Iglesia católica en Jamaica. Se trata de una diócesis latina, sufragánea de la arquidiócesis de Kingston en Jamaica. Desde el 19 de junio de 2020 su obispo es John Derek Persaud.

## Territorio y organización
La diócesis tiene 3231 km² y extiende su jurisdicción sobre los fieles católicos de rito latino residentes en las parroquias civiles de Clarendon y Mánchester del condado de Surrey y la parroquia de Saint Elizabeth del condado de Cornwall.
La sede de la diócesis se encuentra en la ciudad de la Mandeville, en donde se halla la Catedral de San Juan de la Cruz. 
En 2023 en la diócesis existían 15 parroquias.

## Historia
El vicariato apostólico de Mandeville fue erigido el 15 de abril de 1991 mediante la bula Praeteritis quidem del papa Juan Pablo II desmembrando territorio de la arquidiócesis de Kingston en Jamaica y de la diócesis de Montego Bay.
El 21 de noviembre de 1997 el vicariato apostólico fue elevado a diócesis mediante la bula Sedulam sane del papa Juan Pablo II.

## Estadísticas
Según el Anuario Pontificio 2024 la diócesis tenía a fines de 2023 un total de 1365 fieles bautizados.
| Año                                                                             | Población            | Población | Población      | Sacerdotes | Sacerdotes    | Sacerdotes    | Bautizados por sacerdote | Diáconos permanentes | Religiosos | Religiosos | Parroquias |
| Año                                                                             | Bautizados católicos | Total     | % de católicos | Total      | Clero secular | Clero regular | Bautizados por sacerdote | Diáconos permanentes | Varones    | Mujeres    | Parroquias |
| ------------------------------------------------------------------------------- | -------------------- | --------- | -------------- | ---------- | ------------- | ------------- | ------------------------ | -------------------- | ---------- | ---------- | ---------- |
| 1999                                                                            | 7782                 | 506 000   | 1.5            | 24         | 21            | 3             | 324                      | 8                    | 9          | 39         | 20         |
| 2000                                                                            | 7899                 | 561 900   | 1.4            | 28         | 19            | 9             | 282                      | 9                    | 19         | 39         | 19         |
| 2001                                                                            | 8086                 | 562 000   | 1.4            | 27         | 18            | 9             | 299                      | 9                    | 19         | 40         | 18         |
| 2002                                                                            | 8123                 | 574 000   | 1.4            | 25         | 22            | 3             | 324                      | 8                    | 6          | 35         | 19         |
| 2003                                                                            | 8200                 | 576 000   | 1.4            | 26         | 23            | 3             | 315                      | 6                    | 9          | 32         | 21         |
| 2004                                                                            | 8296                 | 575 288   | 1.4            | 25         | 22            | 3             | 331                      | 6                    | 5          | 32         | 21         |
| 2013                                                                            | 5850                 | 585 105   | 1.0            | 20         | 18            | 2             | 292                      | 6                    | 3          | 22         | 20         |
| 2016                                                                            | 5870                 | 595 110   | 1.0            | 20         | 15            | 5             | 293                      | 4                    | 10         | 21         | 20         |
| 2019                                                                            | 4822                 | 602 800   | 0.8            | 20         | 15            | 5             | 241                      | 4                    | 10         | 21         | 20         |
| 2021                                                                            | 1770                 | 591 422   | 0.3            | 13         | 10            | 3             | 136                      | 1                    | 3          | 18         | 17         |
| 2023                                                                            | 1365                 | 588 127   | 0.2            | 14         | 11            | 3             | 97                       | 4                    | 3          | 17         | 15         |
| Fuente: Catholic-Hierarchy, que a su vez toma los datos del Anuario Pontificio. |                      |           |                |            |               |               |                          |                      |            |            |            |

## Episcopologio
- Paul Michael Boyle, C.P. † (15 de abril de 1991-6 de julio de 2004 retirado)
- Gordon Dunlap Bennett, S.I. (6 de julio de 2004-8 de agosto de 2006 retirado)
- Neil Edward Tiedemann, C.P. (20 de mayo de 2008-29 de abril de 2016 nombrado obispo auxiliar de Brooklyn[nota 1])
  - Sede vacante (2016-2020)[nota 2]
- John Derek Persaud, desde el 19 de junio de 2020